# سپر و شمشیر (فیلم)
سپر و شمشیر (روسی: Щит и меч) یک سریال در سبک جاسوسی و محصول کشور اتحاد جماهیر شوروی است. این سریال در سال ۱۹۶۸ در چهار قسمت به کارگردانی ولادیمیر باسف ساخته شد.